# Шарженга (посёлок)
Шарженга — посёлок в Никольском районе Вологодской области.
Входит в состав Зеленцовского сельского поселения (с 1 января 2006 года по 1 апреля 2013 года входил в Милофановское сельское поселение), с точки зрения административно-территориального деления — в Милофановский сельсовет.
Расстояние до районного центра Никольска по автодороге — 73 км, до центра муниципального образования Зеленцово по прямой — 8 км. Ближайшие населённые пункты — Широкая, Урицкое, Каменка.

## История
В 1966 г. указом президиума ВС РСФСР поселок Гараж переименован в Шарженга.

## Население
| 2010 |
| ---- |
| 146  |